# Кругляк Юрій Михайлович
Ю́рій Миха́йлович Кругля́к (27 жовтня 1925, хутір Варуни, тепер Козельщинського району Полтавської області — 29 вересня 1998, Київ) — український поет та письменник.

## Життєпис
Закінчив 1951 філологічний факультет Львівського університету.
Працював у львівських обласних газетах «Ленінська молодь», «Вільна Україна» (1951—1953), журналі «Перець» (1953—1973), редактором видавництва «Радянський письменник».
Автор топонімічного словника «Ім'я вашого міста» (К. Наукова думка. 1978, 152 с., А5, 39000 екз., м. п.).

## Збірки віршів
- «Звичайні люди» (1950).
- «Хрін і Лаврін» (1956).
- «Як бог наплутав» (1959).
- «Коротко кажучи» (1959).
- «Сім пучок перцю» (1962).
- «В чотири рядочки» (1963).
- «Смішинки» (1963).
- «На крилах легенд» (1966).
- «Бублик з маком» (1967).
- «Космічні кавуни» (1967) — К., «Радянська Україна», 64 с., 95 тис.екз., 16,8×12.8 (см), м. пал., ілл.: Зелінський Валерій Федорович.
- «Байки без моралі» (1970).
- «Лаври і терни» (1972).
- «Весела математика» (1975).
- «Усмішки та посмішки» (1976).

Автор тексту пісень до фільму «З днем народження» (1962).

## Твори в антологіях
- Кругляк Ю. Як бог наплутав; Різні прислів'я; Премія; Навпростець; Не сердиться; Старий альбом; Документ; Запізніле повідомлення; Шоферська суперечка // Українська співомовка. — К., 1986. — С. 244—250.
- Кругляк Ю. Як Заєць врятувався; Свиня і Сонце; Стріляний Горобець; Самокритичний Попка; Тріска // Українська байка. — К., 1983. — С. 393—394.